# 5964 Johnjunkins
Az 5964 Johnjunkins (ideiglenes jelöléssel (5964) 1990 QN4) a Naprendszer kisbolygóövében található aszteroida. Henry Holt fedezte fel 1990. augusztus 23-án.